# Gautieria inapire
Gautieria inapire är en svampart som beskrevs av Palfner & E. Horak 2001. Gautieria inapire ingår i släktet Gautieria och familjen Gomphaceae.   Inga underarter finns listade i Catalogue of Life.